# Tillandsia antillana
Tillandsia antillana är en gräsväxtart som beskrevs av Lyman Bradford Smith. Tillandsia antillana ingår i släktet Tillandsia och familjen Bromeliaceae. Inga underarter finns listade i Catalogue of Life.